# Zespół Seipa-Berardinelliego
Zespół Seipa-Berardinelliego, wrodzona lipodystrofia Seipa-Beradinelliego (ang. Seip-Berardinelli congenital lipodystrophy, BSCL) – bardzo rzadka choroba genetyczna dziedziczona w sposób autosomalny recesywny, którą charakteryzuje triada objawów: lipodystrofia, hipertrójglicerydemia i hepatomegalia, a także cechy akromegaloidalne. W zespole tym występuje tkankowa oporność na insulinę, skutkująca cukrzycą z początkiem w drugiej dekadzie życia. Możliwe powikłania to kardiomiopatia przerostowa, stłuszczenie wątroby z dysfunkcją narządu, hipertrofia mięśni i różnorodne zaburzenia endokrynologiczne. Do tej pory zidentyfikowano trzy loci genowe, zaangażowane w patogenezę zespołu, i w jednym przypadku sklonowano odpowiedzialny za wystąpienie objawów gen (BSCL2 kodujący białko sejpinę).
Schorzenie opisał jako pierwszy brazylijski lekarz Berardinelli w 1954, a jego obserwacje potwierdził w 1959 Norweg Martin Seip (1921−2001).